# Phillip Sami

a Compétitions nationales et continentales officielles uniquement.

b Matchs officiels uniquement.
Phillip Sami, né le 2 août 1997 à Ipswich (Australie), est un joueur de rugby à XIII australien évoluant au poste d'ailier ou de centre dans les années 2010 et 2020.
Il fait ses débuts en National Rugby League à Gold Coast en 2017. Il est appelé en 2020 à disputer le State of Origin avec le Queensland.

## Palmarès
- Collectif :
  - Vainqueur du State of Origin : 2020 (Queensland).

### En club

#### Statistiques
| Saison | Club              | Compétition           | Matchs | Points | Essais | Goals | Drops |
| ------ | ----------------- | --------------------- | ------ | ------ | ------ | ----- | ----- |
| 2017   | Gold Coast Titans | National Rugby League | 4      | 4      | 1      | -     | -     |
| 2018   | Gold Coast Titans | National Rugby League | 23     | 56     | 14     | -     | -     |
| 2019   | Gold Coast Titans | National Rugby League | 15     | 24     | 6      | -     | -     |
| 2020   | Gold Coast Titans | National Rugby League | 13     | 28     | 7      | -     | -     |
| 2021   | Gold Coast Titans | National Rugby League | 18     | 24     | 6      | -     | -     |
| 2022   | Gold Coast Titans | National Rugby League | 14     | 24     | 6      | -     | -     |
| 2023   | Gold Coast Titans | National Rugby League | 21     | 44     | 11     | -     | -     |
| 2024   | Gold Coast Titans | National Rugby League | 13     | 20     | 5      | -     | -     |